# متنزه جوتوليا الوطني
منتزه جوتوليا الوطني (النرويجية: Gutulia nasjonalpark) هي حديقة وطنية تقعُ في بَلدِيَّةِ إينغردال ضمنَ مُحافَظَةِ إينلانِّدت في النرويج. وقد تمَّ تأسيسُها في عامِ 1968.

## روابط خارجية
- الصفحة الرسمية - منتزه جوتوليا الوطني